# Neubukow
Neubukow  är en amtsfri stad i det nordtyska förbundslandet Mecklenburg-Vorpommern.

## Geografi
Neubukow är beläget mellan städerna Bad Doberan och Wismar i distriktet Rostock. Staden har sex ortsdelar: Neubukow, Buschmühlen, Malpendorf, Panzow, Spriehusen och Steinbrink.

## Historia
Under 1100- och 1200-talet fanns en slavisk boplats Neubukows nuvarande plats. I mitten av 1200-talet grundades en tysk stad som omnämns första gången 1260 (novum oppidum Bukow).
1348 kom Neubukow till hertigdömet Mecklenburg.

### Östtyska tiden
Under DDR-tiden tillhörde Neubukow distriktet Bad Doberan, som låg inom länet Rostock (1952–1990).

### Befolkningsutveckling
Befolkningsutveckling  i Neubukow
Källa:,

## Sevärdheter

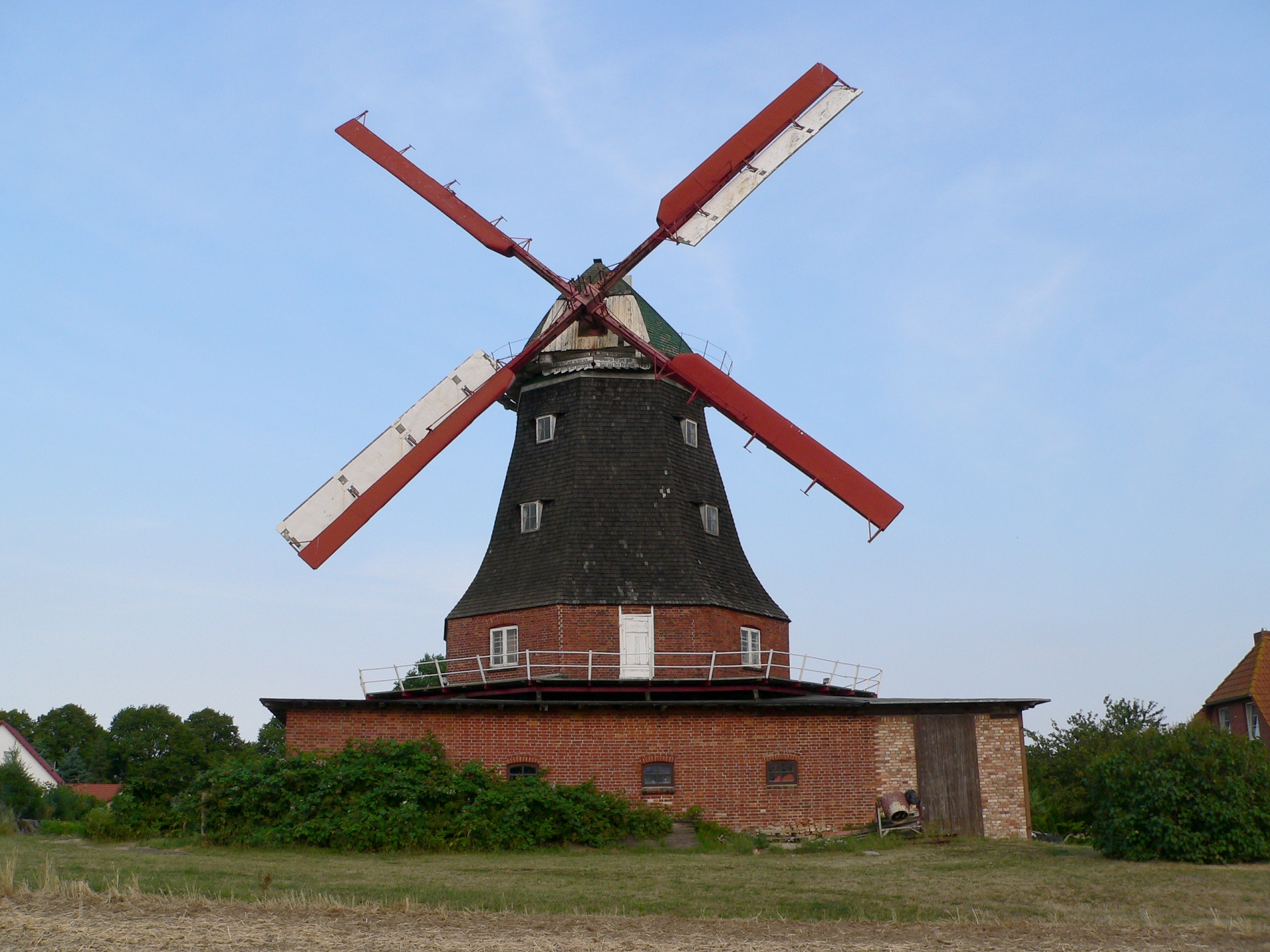
Väderkvarn i Neubukow

- Gotisk kyrka från 1200-talet
- Väderkvarn från 1910

## Vänorter
Neubukow har följande vänorter:
- Steinfurt, i förbundslandet Nordrhein-Westfalen (sedan 1990)
- Reinfeld i förbundslandet Schleswig-Holstein (sedan 1991)

## Kommunikationer
Neubukow ligger vid järnvägen Wismar-Rostock, som trafikeras med regionaltåg. Järnvägen anlades 1883.
Dessutom går förbundsvägen B 105 (tyska: Bundesstraße) genom staden.

## Kända personer
- Heinrich Schliemann